# Żwaka
Żwaka – część miasta Żory, położona nad Rudą, w rejonie ulicy Żwaka, na północ od centrum Żor, w kierunku na Szczejkowice. 